# Olpium minnizioides
Espèce
Olpium minnizioides est une espèce de pseudoscorpions de la famille des Olpiidae.

## Distribution
Cette espèce est endémique d'Oman. Elle se rencontre aux îles Khuriya Muriya.

## Publication originale
- Vachon, « Olpium minnizioides nouvelle espèce de Pseudoscorpions Olpiidae habitant l'île Hasikaya (sud de l'Arabie) », Annals and Magazine of Natural History,, 13e série, vol.  9,‎ 1966, p. 183-188